# La Tendre Ennemie
La Tendre Ennemie is een Franse filmkomedie uit 1936 onder regie van Max Ophüls. De film werd destijds in Nederland uitgebracht onder de titel De onzichtbare gasten.

## Verhaal
Twee spoken zijn aanwezig op een verlovingsfeest. Het spook Dupont is de vader van de bruid. Hij denkt terug aan zijn huwelijk met haar moeder. Omdat er roest zat op hun huwelijk, nam Dupont zijn vrouw mee naar Parijs. Daar ontmoetten ze leeuwentemmer Rodrigo. Deze Rodrigo werd de minnaar van zijn vrouw. Hij is bovendien het tweede spook op het feest.

## Rolverdeling
| Acteur             | Personage      |
| ------------------ | -------------- |
| Simone Berriau     | Annette Dupont |
| Catherine Fonteney | Moeder         |
| Laure Diane        | Lichtekooi     |
| Jacqueline Daix    | Line           |
| Georges Vitray     | Dupont         |
| Lucien Nat         | Verloofde      |
| Pierre Finaly      | Oom Emile      |
| Henri Marchand     | Extra          |
| Maurice Devienne   | Verloofde      |
| Camille Bert       | Dr. Desmoulins |
| Marc Valbel        | Rodrigo        |